# Gare de l'Université Mostefa Ben Boulaïd
Pour les articles homonymes, voir Gare de l'Université.
La gare de l'université Mostefa Ben Boulaïd ou gare de Fesdis est une gare ferroviaire algérienne située sur le territoire de la commune de Fesdis, dans la wilaya de Batna. Elle dessert l'université Mostefa Ben Boulaïd (Université Batna 2).

## Situation ferroviaire
La gare est située au nord-est de la ville de Fesdis, sur la ligne d'El Guerrah à Touggourt. Elle est précédée de la gare de Djerma et suivie de celle de Batna.

## Service des voyageurs

### Desserte
La gare est desservie par les trains régionaux assurant la liaison Aïn Touta - Djerma,,.